# Oppidum de Pont-de-Bonne
L'Oppidum de Pont-de-Bonne appelé aussi Vieux Château de Pont-de-Bonne ou Camp romain est un site naturel et historique de la commune de Modave en province de Liège (Belgique). 
Le site est repris comme monument sur la liste du patrimoine immobilier classé de Modave depuis le 29 mars 1976. Il est aussi repris comme site de grand intérêt biologique pour une superficie de 9,97 ha et comme zone Natura 2000.

## Localisation
Le site se trouve sur un plateau calcaire  du Condroz essentiellement boisé mais possédant aussi des prairies calcicoles. Le lieu culmine à une altitude de 219 mètres. Ce plateau domine d'une cinquantaine de mètres les vallées du Hoyoux au nord et à l'ouest et de la Bonne, affluent du Hoyoux, au sud. Le plateau est accessible par le côté oriental et la rue Camp romain depuis le hameau de Pont-de-Bonne situé à moins de 2 km au sud du centre de Modave.

## Découverte du site
En 1863, Léon Caumartin, dans un article du Bulletin de l’Institut archéologique liégeois, attire l’attention sur "l’emplacement et les restes d’un oppidum fortifié par la nature et par l’art". 
Le site a fait l’objet, depuis 2004, de fouilles du Cercle archéologique Hesbaye-Condroz (CAHC). 

## Historique
Quatre principales périodes d'occupation du site ont été déterminées.
Sur base de l’analyse de la céramique et de la datation radiocarbone, deux périodes néolithiques se dessinent. Les traces les plus anciennes laissées par les populations datent la première occupation du site de 4 300 à 4 200
avant Jésus-Christ. 
La deuxième période d'occupation se situe entre 4 000 et 3 800 av. J-C. Des outils osseux comme des poinçons et des ciseaux mais aussi des grattoirs, des armatures de flèches et des perçoirs y ont été découverts.
Avec les Condruses de la fin du second âge du fer, peu avant la conquête romaine, avant 55 av. J-C, l’éperon calcaire reçoit sa première fortification, étendue sur quatre hectares, avec une seule porte d’accès et constituée de matériaux trouvés sur place pour l’essentiel. On y retrouve le typique Murus gallicus à poutrage interne cloué. Il s'agit d'un oppidum ou camp fortifié du type à éperon barré mais pas d'un camp romain malgré l'appellation locale. Le site est alors abandonné probablement à la suite d'un incendie.
La dernière occupation remonte au Moyen Âge, à la fin de la période carolingienne (entre la seconde moitié du IXe siècle et le Xe siècle). De nouvelles fortifications s’élèvent, avec une porte délimitée par deux murs distants de plus de 3,5 à 7 mètres, des bastions et une tour-porche de plusieurs étages. Les fondations d'une petite église carolingienne du Xe siècle ont été mises à jour en 2019. Par la suite, le site aurait été abandonné sans avoir été détruit
.

## Visite
Le site se visite librement depuis le hameau de Pont-de-Bonne (rue Camp romain). Le plateau offre plusieurs points de vue sur la vallée.

### Sources et liens externes
- « Cinq millénaires sur le rocher de Pont-de-Bonne », sur lepassebelge.blog (consulté le 9 novembre 2022)